# Ґустав Рох
Ґу́став Рох (нім. Gustav Roch; 9 грудня 1839 у Дрездені — 21 грудня 1866 у Венеції) —  німецький математик.
Ґустав Рох народився у сім'ї Ґустава Адольфа Роха, який працював на королівській кухні, та Авґусти Кароліни Рох (народжена Бютнер), виріс у Дрездені. 15 жовтня 1863 року ста викладати в Об'єднаному Університеті Галле-Вітенберґ. 1864 року написав свою найвідомішу роботу, нім. „Ueber die Anzahl der willkürlichen Constanten in algebraischen Functionen“, яку 1865 року було опубліковано у часописі «Крелле». На цю статтю посилаються, коли цитують відому теорему Рімана-Роха. 21 серпня 1866 року Ґустава Роха визнали екстраординарним професором Об'єднаного Університету Галле-Вітенберґ. Кілька місяців по тому Ґустав Рох помер від  туберкульозу у Венеції.

## Важливі праці
- Ueber die Anzahl der willkürlichen Constanten in algebraischen Functionen.[недоступне посилання з травня 2019] in Crelle J. Math. 64 (1865) 372–376.
- Ueber Integrale zweiter Gattung und die Werthermittelung der Theta-Functionen. in Schlömilch's Ztschr. Math. Phys. 11 (1866) 53–63.